# Hyale anceps
Hyale anceps är en kräftdjursart som först beskrevs av J. L. Barnard 1969.  Hyale anceps ingår i släktet Hyale och familjen Hyalidae. Inga underarter finns listade i Catalogue of Life.